# Tribute (låt)
"Tribute", eller inofficiellt "A Tribute to the Best Song in the World" är den första singeln från musikerduon Tenacious D's självbetitlade debutalbum. Singeln gavs ut den 16 juli, 2002.
Låten är en hyllning till "världens bästa låt", en låt som Tenacious D skämtsamt tillskriver sig själva men som de sedan glömt bort:
This is not the greatest song in the world.

This is just a tribute.

Couldn't remember the greatest song in the world.

This is a tribute.